# Léopold Moumé Etia
Pour les articles homonymes, voir Moumé Etia.
Léopold Moumé Etia, né le 22 décembre 1913 à Douala et mort le 1er novembre 2004 à Douala, est un syndicaliste, indépendantiste, anticolonialiste, homme politique, et écrivain camerounais.
Militant de la lutte pour l’indépendance du Cameroun, il est l’un des pères fondateurs de l’Union des populations du Cameroun (l’UPC), un des pionniers du syndicalisme camerounais, et l'un des premiers nationalistes camerounais,. Il est également le fondateur du MDC (Mouvement démocratique camerounais), parti progressiste classé à gauche de l’échiquier politique.
Selon Philippe Gaillard, journaliste et écrivain français, ancien directeur de la rédaction du magazine Jeune Afrique, qui a accompagné les indépendances des colonies françaises d’Afrique, Léopold Moumé Etia est l’un des acteurs de premier plan du syndicalisme et de la vie politique du Cameroun sous tutelle française,.
Fondateur et animateur, avec Jean Mandessi Bell, de l’Union camerounaise de Paris en 1936, il rentre à Douala en 1939, à la veille de la Seconde Guerre mondiale. Entre 1944 et 1945, il est du petit groupe qui crée les syndicats au Cameroun. Il milite avec les responsables du seul mouvement politique de l’époque, la Jeucafra, et surtout l’Amicaline, embryon du syndicat des cheminots.
C’est ainsi qu’il joue un rôle de premier plan dans les évènements sanglants de septembre 1945, sur lesquels toute la vérité n’a pas encore été dite et qu’il relate dans son ouvrage, Cameroun: les années ardentes paru en 1990. À Paris, il fait jouer efficacement ses relations tant avec les hommes politiques africains et les syndicalistes français de la CGT, qu’avec le ministre socialiste de la France d’outre-mer des gouvernements du Front Populaire, Marius Moutet.Il est de ceux qui, le 10 avril 1948, fondent l’UPC.
À maintes reprises, Léopold Moumé Etia est arrêté, emprisonné et torturé. Il échappe à plusieurs tentatives d’assassinat et vit dans la clandestinité à certaines périodes. Il est contraint temporairement par l’Administration coloniale à l’exil à Pointe-Noire au Congo, avant de revenir très rapidement au Cameroun. Son ouvrage"Voyage à Pointe-Noire est inspiré de cette période d’exil.

« Il est bon que les jeunes générations sachent que les libertés, même imparfaites, dont elles jouissent ont été conquises de haute lutte par leurs aînés »

— Léopold Moumé Etia – Cameroun : les années ardentes – JA Livres, Paris, 1990, p. 10

## Biographie

### Enfance et premières années au Cameroun (1913 - 1927)
Léopold Moumé Etia, de son nom complet Léopold Épée Moumé Etia, est né le 22 décembre 1913 à Douala. Il est le fils d’Isaac Moumé Etia, premier écrivain camerounais d’expression française et de Christine Mouna Ntonè Ekwalla Eyoum Ebelè, princesse de la Chefferie supérieure de Deïdo. Il est le frère aîné d’Abel Moumé Etia, premier ingénieur camerounais de la météorologie, Haut fonctionnaire et Écrivain.
Il effectue ses études primaires à l’école communale de Bonamouti à Akwa (Douala). Après son cycle primaire, il part pour la France à l’âge de 14 ans, le 8 août 1927 à bord du bateau Hoggar, afin d’y effectuer des études. Il voyage en compagnie du prince Richard Din Manga Bell, délégué en France par le Ngondô, et de l’instituteur suisse devenu pasteur, Paul Baâtard, qui a introduit le scoutisme au Cameroun entre 1925 et 1926. Grâce au privilège qu’avait son père d’avoir côtoyé des personnalités coloniales au Cameroun, il sera accueilli en France par un couple franco-antillais que son père avait connu à Douala.

### Arrivée en France et début du militantisme  (1927 - 1939)
Parallèlement à ses études, Léopold Moumé Etia intègre les mouvements nationalistes et syndicalistes en France. Il se lie d’amitié avec d'autres étudiants de la diaspora africaine et des Antilles françaises comme Frantz Fanon et Aimé Césaire, notamment à travers la Revue du monde noir, et le salon littéraire de Paulette Nardal.
À partir de 1932, chaque dimanche, il retrouvait au quartier latin à Paris, dans l’immeuble sis au 71 rue Monge, le Sénégalais Léopold Sédar Senghor, le dahoméen Sourou Migan Apithy, le guyanais Léon Gontran Damas, les togolais Nicolas Grunitzky et Anani Santos, ainsi que le gabonais Aristide Issembé. Ensemble, ils échafaudent des rêves de libération et réfléchissent à la mise en place d’actions visant à détruire l’image négative du "nègre", telle que véhiculée par le colonisateur, pour le restituer à sa juste mesure. Au printemps 1936, Léopold Moumé Etia sollicite Marius Moutet, ministre socialiste des colonies dans les gouvernements du Front populaire dont il était proche, et réussit à faire lever l’interdiction par l’Administration française, de la Native Baptist Church du pasteur Adolph Lotin à Samè.
En octobre 1936, Jean Mandessi Bell, Léopold Moumé Etia et Gottfried Chan fondent à Paris, le Comité de défense des intérêts du Cameroun, mouvement nationaliste qui devient en juin 1937, l’Union camerounaise de Paris  (UC – Paris) avec pour Président, Jean Mandessi Bell et comme secrétaire général, Léopold Moumé Etia,. L’UC Paris était présente aux grandes manifestations telles que le Congrès du Rassemblement mondial contre le racisme, organisé du 22 au 24 juillet 1938 à la Maison de la Mutualité à Paris, par la LICA(Ligue internationale contre l'antisémitisme) devenue LICRA(Ligue internationale contre le Racisme et l'antisémitisme) en 1979. Léopold Moumé Etia y prit la parole en public pour la première fois, le 22 juillet 1938, en tant que secrétaire général,.
Parallèlement, au Cameroun, sous l’influence du Commissaire de la République française au Cameroun, Richard Brunot, des notables et quelques fonctionnaires camerounais créent la JEUCAFRA (Jeunesse camerounaise Française), avec à sa tête Paul Soppo Priso, pour appuyer le mouvement anti-allemand piloté par la France, et la revendication des colons français en faveur de la transformation du Cameroun sous mandat, en colonie française,.
L’Union camerounaise de Paris quant à elle était pour un Cameroun libre et non colonisé. Ses revendications politiques s’exprimaient en deux refus,,: 
- la non-recolonisation du Cameroun par l’Allemagne dont la menace se précisait,
- et la non-transformation du territoire oriental camerounais, sous tutelle de la SDN (Société des Nations) en colonie française, ce que demandaient les colons français et la Jeucafra.

## Retour au Cameroun
Après une vie libre en France, Léopold Moumé Etia rentre au Cameroun à bord du paquebot Canada, le 30 août 1939 à l’âge de 26 ans, car son père Isaac Moumé Etia est très malade. À son arrivée à Douala, après 12 années passées en France, il est confronté à la réalité du colonialisme,. Il constate combien les Camerounais sont maintenus dans une position inférieure du fait des colons et soumis à un régime spécial. Ils ne peuvent aller et venir à leur guise dans leur propre pays. Même pour acheter du pain, ils doivent présenter une autorisation et attendre d’être servis après les Occidentaux,. Face à cela, Léopold Moumé Etia se rebelle et multiplie des actions de désobéissance civile, dans les rares boulangeries qui ne vendent du pain à certains indigènes que sur autorisation de l’administration coloniale. Régulièrement, il fait parler de lui et il subit la vindicte de l’administration coloniale. Mais à cause du statut de son père Isaac Moumé Etia, et parce qu’il compte de nombreux amis en France métropolitaine, il se sort de l’étau à chaque fois.

« Je viens de chez vous, s’indigne-t-il. Là-bas, personne n’a besoin d’aucune autorisation pour acheter du pain. On le fait librement ! »

— Léopold Moumé Etia
Le 22 octobre 1939, soit deux mois après son retour au Cameroun, son père, Isaac Moumé Etia décède. Et alors même qu’il a obtenu son diplôme en France, l’administration coloniale lui fait passer un test pour vérifier ses aptitudes professionnelles au sein de la compagnie camerounaise des chemins de fer, la Régifercam (Régie nationale des chemins de fer du Cameroun), parce qu’il a déjà été identifié depuis Paris comme étant un « meneur ». Il passe ainsi un examen au service des travaux publics et de chemins de fer, ports et rades, qu’il réussit. Il est ensuite nommé contrôleur de la main-d’œuvre (responsable des ressources humaines aujourd’hui). Il est le premier noir à accéder à ce poste au sein de la Régifercam.

## Le syndicalisme
Léopold Moumé Etia est l’un des principaux leaders de toutes les luttes syndicales et politiques du Cameroun sous tutelle française,. C’est à la Régifercam, société qui l’emploie, qu'il commence son engagement en tant que syndicaliste, au sein de l’Amicaline des agents des Chemins de fer du Cameroun,. L’Amicaline crée le 29 mai 1939 avec pour Président Manfred Eboy, est enregistré comme "association professionnelle" et non comme syndicat, parce que le syndicalisme était interdit aux noirs par l’administration coloniale.

### Les débuts de l’action syndicale au Cameroun (1939 - 1947)
Dès son retour en août 1939, et fort de son passé activiste en France métropolitaine, Léopold Moumé Etia aide à structurer l’Amicaline sur le modèle de la CGT. Il participe ainsi au réveil des consciences des cheminots sur leurs droits, et mène la première grève des employés de la Régifercam.
Le tout premier rassemblement politique et syndical en terre camerounaise fut organisé à la salle des fêtes d’Akwa, le 29 mai 1944, à l’occasion du cinquième anniversaire de l’Amicaline. Cette manifestation qui fut suivie de plusieurs autres, créa des tensions avec l’administration coloniale. À cette occasion, Léopold Moumé Etia est élu Secrétaire général à l’unanimité. Le mandat qui lui est confié par le bureau est d’être le référent auprès de l’Administration coloniale et de transformer rapidement l’Amicaline en véritable syndicat, l’un des tout premiers des colonies françaises d’Afrique. L’état-major de l'Amicaline avait en effet eu vent de la prochaine autorisation du syndicalisme dans les colonies, par des personnalités françaises qui avaient fait escale au Cameroun en rentrant à Alger, après la conférence de Brazzaville: René Pleven, Commissaire aux colonies du gouvernement provisoire, Félix Gouin, Président de l’Assemblée consultative provisoire, Albert Gazier, délégué de la CGT. Ils ont encouragé l’Amicaline à structurer l’association, en vue de sa transformation en syndicat, lorsque la loi le permettra.
Ce tout nouveau rapport de force permit à Léopold Moumé Etia de présenter des doléances au nom de l’Amicaline, à la Direction des travaux publics et des Chemins de fer. En pleine guerre mondiale, où un effort supplémentaire était demandé, les cheminots du terrain obtiennent ainsi maintes améliorations de leur situation, non seulement en termes de salaires, mais aussi des constructions de nouveaux logements sous forme de cité ou l’amélioration des anciens, l’obtention des trains navettes entre New-Bell et Bassa, la régression des brimades et châtiments corporels ainsi que l’obtention d’un "statut de Cheminot" pour le personnel auxiliaire permanent.
Le 7 août 1944, le décret Pleven autorise les syndicats dans les colonies françaises. Plusieurs syndicats naissent au Cameroun dans l’enthousiasme, mais non sans rencontrer des obstacles. Des unions régionales des syndicats fleurissent un peu partout dans le territoire. Le 1er novembre 1944, à l’occasion de la Toussaint, une manifestation syndicale avec un défilé, des banderoles et des slogans inspirés du Parti Communiste français eut lieu pour la première fois au Cameroun.
En décembre 1944, les unions régionales syndicales se regroupent au sein de l’Union des Syndicats confédérés du Cameroun (USCC) affiliée par la CGT. Le bureau à Douala était composé d’un Secrétaire général (le français Maurice Soulier), d’un Secrétaire général adjoint administratif (Léopold Moumé Etia) assisté de deux secrétaires généraux adjoints (Ngallè Miano et Ebénézer Ekwalla) et comme Trésorier( le français Lapeyre).
En septembre 1946, Léopold Moumé Etia représente l'USCC avec Um Nyobe, au premier congrès du Rassemblement démocratique africain (RDA) à Bamako.
En 1947, il participe à la création de la fédération des syndicats de fonctionnaires (FSFC), avec pour Secrétaire général, le douanier Ebénézer Ekwalla et Secrétaire général adjoint, Léopold Moumé Etia. Il se rend ensuite en France, accompagné d’Ebénézer Ekwalla, pour défendre l’idée de la fusion des hiérarchies des syndicats camerounais en un cadre commun, auprès de la Centrale de la CGT et le gouvernement français, avec l’aval du Haut-commissaire du Cameroun, Robert Delavignette. La CGT en France est à la veille de la scission. Léopold Moumé Etia est reçu à cette occasion par Marius Moutet, ministre socialiste de la France d’Outre-mer, qui était son ami. Les négociations furent très difficiles avec le Secrétaire confédéral Roger Deniau ainsi que les administrateurs des colonies, Bousquerolle et Lajointinie, membres du syndicat. Finalement, le ministre Moutet signa le décret créant le cadre commun. Le haut fonctionnaire chargé de remettre une copie de l’acte à Léopold Moumé Etia, manifesta son mécontentement en s’adressant à lui avec colère: 

« Vous avez obtenu ce que même les fonctionnaires antillais n’ont pas! »

— Cameroun: les années ardentes – JA Livres, Paris, 1991, p.87
À Douala, où un télégramme a été envoyé, on dansa toute la nuit. Au Nigéria, le journal, West African Pilot News, de Nnamdi Azikiwe annonçant triomphalement ce progrès comme étant un précédent en Afrique, obtenu dans le territoire voisin du Cameroun.

### Les émeutes de septembre 1945 à Douala
Le 20 septembre 1945, les cheminots camerounais de Bonabéri, entament une grève pour obtenir une augmentation de salaire. Face à l’intransigeance de l’administration coloniale, les grévistes et les jeunes chômeurs débordent les syndicats récemment autorisés, notamment l’USCC de Maurice Soulier et Léopold Moumé Etia. Au fil des jours, la grève s’étend à toute la ville de Douala. Le 24 septembre, un rassemblement de plusieurs milliers de personnes tourne à l’émeute, des coups de feu auraient été tirés, des magasins sont pillés, la prison de New-Bell est encerclée. L’épisode le plus spectaculaire est le mitraillage des émeutiers camerounais par l’aviation, tandis qu’au sol, des mitrailleuses installées sur des camions complètent le dispositif,.
Le 25 septembre 1945, le syndicaliste français Étienne Lalaurie qui venait de faire un point de la situation avec Léopold Moumé Etia au siège de l’USCC, manque de peu d’être lynché, à peine dix minutes après le départ de Léopold Moumé Etia, par la foule des colons qui va jusqu’à envahir              l’aéroport de Douala pour ordonner à l’avion qui l’exfiltrait, d’opérer un demi-tour. Léopold Moumé Etia échappe de peu à un assassinat.
Le 28 septembre 1945, Léopold Moumé Etia, Étienne Lalaurie, Maurice Soulier et Durand sont arrêtés et emprisonnés pendant un mois. Il eut un procès au cours duquel, Lalaurie, soulier et Moumé Etia étaient défendus par l’avocat français Me Gamonet.
Finalement, face à la pression et aux protestations notamment de la centrale de la CGT à Paris, un non-lieu judiciaire fut prononcé à l’égard de Lalaurie qui fut renvoyé en France, puis un non-lieu général, politique celui-là, pour ses codétenus. Le bilan des événements de septembre 1945 reste très flou. Le bilan officiel est de neuf tués. L’adjoint du gouverneur évoquera une « soixantaine de morts », tandis que Pierre Messmer, futur Haut-Commissaire de la France au Cameroun, parlera de soixante-dix à quatre-vingts morts. Mais les historiens pensent que le bilan est sans doute plus lourd, entre 20 000 et 120 000 morts.

## La politique
Au Cameroun, avant 1947, le combat syndical était étroitement lié au combat politique. C’est la raison pour laquelle, parallèlement à son activité syndicale, Léopold Moumé Etia prend contact avec l’état-major de la Jeucafra, notamment son président, Paul Soppo Priso. Malgré les divergences qu’il avait avec ce mouvement, c’était le seul un peu politique, et il pensait pouvoir changer les choses de l’intérieur, suivant la dynamique observée au premier congrès du Rassemblement démocratique africain à Bamako. C’est ainsi que sans avoir adhéré à la Jeucafra, il accepte à la demande de Paul Soppo Priso, avec Um Nyobè, de participer aux rares réunions qu’elle consacrait à la protestation contre les exactions coloniales. Il constate déçu, qu’ils n’avaient pas de projet politique et que malgré le discours officiel, c’était une association à la solde de l’administration coloniale.

### La création de l’UPC et la vie politique (1947 - 1997)
Le 10 avril 1948, réunis au café-bar de Douala-Bassa dénommé "Chez Sierra", Léopold Moumé Etia et ses camarades syndicalistes de l'USCC, Jacques Ngom, Charles Assalé, Guillaume Hondt, Joseph Raymond Etoundi, Georges Yémi, Théodore Ngosso, Guillaume Bagal, Léonard Bouli, Emmanuel Yap, Jacques-Réné Bidoum et H-R Manga Mado, créent l’Union des populations du Cameroun (UPC),,.
Léopold Moumé Etia est choisi pour prendre la tête du parti, mais il décline la proposition et suggère le nom de Um Nyobè,. Il en fut décidé ainsi, avec l’accord de Charles Assalé. Par la suite, il s’est séparé de l’UPC en 1955, lorsqu’il fut décidé d’une part, de dissocier les activités politiques et les activités syndicales et d’autre part, de se lancer dans lutte armée. Il était plutôt pour la résistance passive et les actions de désobéissance civile tels que les grèves, les boycotts, les manifestations…

« Au plus fort de sa résistance contre les Anglais, Gandhi soulignait qu'il ne les haïssait point, qu'il fallait attaquer les systèmes en respectant les hommes. C'est bien ce qui doit régir les relations entre les peuples, y compris entre le tuteur et le mineur que nous sommes. Pour le peuple avec lequel nous avons à cohabiter, la liberté est un acquis depuis près de deux siècles. Que des hommes à qui nous avons affaire oublient souvent de se comporter en dignes descendants des sans-culottes de 1789 ou des Louis Rollin de 1848, cela ne doit pas nous faire perdre espoir ni lâcher pied. Gandhi nous l'a appris: la patience, la non-violence, la non-coopération sont, entre les mains d'hommes réfléchis, des atouts de succès. Rarement une réussite durable a été obtenue par l'usage de cette arme à double tranchant qu'est la violence. »

— Léopold Moumé Etia – Cameroun : les années ardentes – JA Livres, Paris, 1991, p.105
Toutefois, Léopold Moumé Etia continue son activisme syndical et politique. Il garde de très bons rapports avec Um Nyobè qu’il considérait comme étant un homme fin. Il lui a d’ailleurs remis des matériaux pour la construction du premier siège de l’UPC, qui a été brulé lors des émeutes de mai 1955.
De revendications en grèves, petit à petit, les choses commencent à avancer. La loi du 23 juin 1956, souvent appelée loi-cadre  ou loi Defferre (du nom du ministre de la France d'outre-mer Gaston Defferre à l'origine de la proposition) établit dans les possessions africaines de la France, le suffrage universel et le collège unique, pour former des assemblées représentatives. Au Cameroun, on assiste à la naissance de l’Assemblée représentative du Cameroun (ARCAM) le 7 octobre 1946, qui se mue successivement en Assemblée territoriale du Cameroun (ATCAM) le 30 mars 1952, puis en Assemblée législative du Cameroun (ALCAM) le 10 mai 1957. Léopold Moumé Etia accepte d'en être l’un des députés car il considère à ce moment-là qu'il s'agit tout de même, d'une avancée majeure, qui fait passer les Camerounais du statut d'indigène dont les droits étaient niés, à celui de citoyen, jouissant de quelques droits politiques et civiques.
En 1960, après l’indépendance, l’accession d’Ahmadou Ahidjo au pouvoir sonne le glas du maquis et de l’UPC. Les seuls partis politiques ayant droit de cité sont l’UC (Union camerounaise) d’Ahmadou Ahidjo, le CNPC (Cameroun national people congress) du docteur Emmanuel Endeley et le KNDP (Kamerun national democratic party) de John Ngu Foncha. Avec la réunification, les trois partis vont fusionner pour donner naissance à l’Union nationale camerounaise (Union nationale camerounaise), parti unique du pays. Léopold Moumé Etia accepte la main tendue à tous les acteurs politiques et croit à la promesse du renouveau. Il intègre donc l’UNC, d’abord comme président du comité de base du Château d’eau - Deïdo, et ensuite, il accède au poste de troisième vice-président départemental du Wouri. Il démissionne du parti en août 1965 et rend tous ses mandats politiques, lorsque le président Ahidjo ordonne aux responsables locaux du parti, de mener des purges avec le soutien de la Sureté fédérale. Il se concentre ensuite dans l'écriture de livres politiques et historiques. Bien plus tard, avec l’avènement du multipartisme au Cameroun en 1990, il soutient son ami Samuel Eboua qui crée en 1992, le Mouvement pour la défense de la République (MDR). Il est président de son comité de soutien pour les élections présidentielles de 1997. Il se retire définitivement de la vie politique en 1997, après les élections présidentielles.

### Fonctions politiques
Pendant près de 60 ans, entre 1937 et 1997, Léopold Moumé Etia a joué un rôle de premier plan dans la vie syndicale et politique camerounaise et a occupé plusieurs fonctions politiques au niveau national et local.

#### Liste des mandats et fonctions politiques

##### À l’Assemblée nationale
- 1953 - 1957: Député de l’Assemblée Territoriale du Cameroun (ATCAM)[13]

##### À la mairie de Douala
- 1956 – 1962: Conseiller municipal, Mairie de Douala[13]
- 1962 - 1967: Premier adjoint au Maire de Douala, Rudolph Tokoto Essomè[13]

##### Au sein de mouvements politiques
- 1937: Cofondateur de l’Union camerounaise de Paris (UC de Paris)[13]
- 1946: Fondateur du MDC (Mouvement démocratique camerounais), parti progressiste de gauche, le 22 février 1946[7]
- 1948: Cofondateur de l’UPC (Union des Populations du Cameroun)
- 1965 – 1966: Vice- Président départemental du Wouri de l’UNC (Union nationale camerounaise), parti unique postindépendance[13]
- 1992 - 1997: Membre d’honneur du Mouvement pour la défense de la République (MDR), de Samuel Eboua, l’un des premiers partis créé à la suite de l’avènement du multipartisme au Cameroun en 1990[13].

## L’écrivain et le gardien des traditions
Léopold Moumé Etia se lance dans l’écriture d’une partie de l’histoire du peuple sawa et du Cameroun. Il se définissait non pas comme un historien, mais comme un gardien des traditions et une mémoire de l’histoire du Cameroun, ayant pour mission de transmettre aux générations futures. Il a ainsi publié ou copublié, près de 28 ouvrages dont Cameroun: les années ardentes, paru en 1990, s’appuyant sur des documents inédits.
Parallèlement à son engagement politique et syndical, Léopold Moumé Etia anime pendant des années, un groupe d’essèwê (danse traditionnelle sawa) à son domicile. Il était également membre du Ngondô et jusqu’à sa mort, le président des Beyoum ba Bato (les sages et patriarches Sawa), une obédience du Ngondô, un cercle très sélectif dont les membres sont les garants de la tradition et des rites sawas. Un Eyoum’a moto (un patriarche), c’est « la souche de l’arbre », le sage. Par essence, il est la force, le sous-bassement et la quintessence de la culture du peuple. C'est la raison pour laquelle, à sa mort, il eut des obsèques traditionnelles et un enterrement dans la stricte intimité, dirigé par les membres du Ngondô.

### Publications en collaboration avec son frère Abel Moumé Etia[52],[53]
- 1940: Notice Biographique de M. Isaac Moumé Etia premier écrivain Camerounais, Douala: Imprimerie catholique, 1940, (Bibliothèque du Defap)
- 1940: Sites historiques de Douala tome I , Douala: Imprimerie catholique, 1940, (Bibliothèque du Defap)
- 1940: Faux pas critiques des mœurs, Douala: Imprimerie catholique, 1940, (Publications de Léopold Moumé Etia)
- 1940: Esprits Légers (Les crédules superstitieux), Douala: Imprimerie catholique,1940, (Publications de Léopold Moumé Etia)

### Publications en tant qu’auteur[52],[53]
- 1940: Aperçus sur l’antiquité Douala, édité par l'auteur, 1940,(Publications de Léopold Moumé Etia)
- 1942: Voyage à Pointe Noire,  édité par l'auteur, 1942,(Publications de Léopold Moumé Etia)
- 1947: Simple Réflexion politique au Cameroun, édité par l'auteur, 1947, (Publications de Léopold Moumé Etia)
- 1970: Sites historiques de Douala tome II, édité par l'auteur, 1970,(Publications de Léopold Moumé Etia)
- 1970: Deux Camerounais Adolph Lotin A samé et Isaac Moumé-Etia, édité par l'auteur, 1970,(Publications de Léopold Moumé Etia)
- 1974: Les débuts du syndicalisme au Cameroun, édité par l'auteur, 1974, (« BnF Catalogue général »,)
- 1977: La naissance du commerce au Cameroun I, édité par l'auteur, 1977 (« BnF Catalogue général »,)
- 1977: La naissance du commerce au Cameroun II,  édité par l'auteur, 1977(« BnF Catalogue général »,)
- 1978: Bwambo ba duala: na :é mba, na: e je dis oui ou grammaire linguistique du duala , Présence africaine, 1978,(« BnF Catalogue général »,)
- 1980: Kuloto kuloto Çon ou les transmissions chez les Duala, édité par l'auteur, 1980,(Publications de Léopold Moumé Etia)
- 1981: Jengu (Djengu) Mamy Water, Imprimerie F. Paillart, 1981, (ISBN 2-307-33446-7)
- 1984: Mbasa-proverbe Duala , Collège Libermann, 1984, (« BnF Catalogue général »,)
- 1984: Rose Porcelaine (poèmes), édité par l'auteur, 1984, (Publications de Léopold Moumé Etia)
- 1984: Le bombardement de Kribi en 1980, édité par l'auteur, 1984,(Publications de Léopold Moumé Etia)
- 1986: Fleurs de Corail, édité par l'auteur, 1986,(Publications de Léopold Moumé Etia)
- 1986: Histoire de Bona Ebele, édité par l'auteur,1986, (« BnF Catalogue général »,)
- 1990: Cameroun: les années ardentes, JA Livres, 1990   (ISBN 2-402-05699-1)
- 1992: Tété-Iyo-ba-Mbambé ou la saga des duala et apparentés, édité par l'auteur, 1992,(Publications de Léopold Moumé Etia)
- 1994: Les secrets de nos sources traditionnelles, édité par l'auteur, 1994,(Publications de Léopold Moumé Etia)
- 1994: Mémoires d’Etudes, Littératures comparées français duala, édité par l'auteur, 1994, (Publications de Léopold Moumé Etia)
- 1995: Albert Tobbô Eyoum Pasteur Baptiste, édité par l'auteur, 1995, (Publications de Léopold Moumé Etia)
- 1995: Cent cinquante quatrième anniversaire de l´arrivée du christianisme au Cameroun, édité par l'auteur, 1995,(Publications de Léopold Moumé Etia)
- 1996: Les Bonatéki dans la guerre des autres clans Duala contre les Bona Ebele , édité par l'auteur, 1996,(Publications de Léopold Moumé Etia)
- 1998: Isidore Paul Soppo Priso, édité par l'auteur, 1998, (Publications de Léopold Moumé Etia)